# 莊廷鑨
莊廷鑨（？—1655年），字子襄，浙江烏程南潯（今湖州）人，清初重大文字獄「莊廷鑨明史案」的主要當事人。

## 生平
“少患瘋疾”，十五岁贡生，入国子监，因疾雙目失明，無法貢獻才學於世，頗為感歎。後因雅愛諸史，欲效法左丘明，目盲尚為左傳，廣傳天下。遂重金購得明朝天啟時大學士朱國祚撰之《明史》為底本，又廣聘名士吴炎、潘柽章等十六人，以高昂的润笔代價，每千字予三十两银錢，補寫崇禎朝與南明史事。
唯書中奉南明弘光、隆武、永曆帝為正朔，用永曆等朝的年號，斥降清之明將為叛逆，更直呼努爾哈赤為「奴酋」、清兵為「建夷」。書成不久，順治十二年（1655年），莊廷鑨病死。

## 文字狱
廷鑨父莊允誠於順治十七年冬（1660年）將書刻成，即行刊書《明史辑略》（今存残钞本《明史钞略》，收入《四部丛刊三编》）。順治十八年（1661年）為歸安知縣吳之榮告發，後來允誠不堪虐待死於獄中，廷鑨被掘墓刨棺，枭首碎骨，尸体被悬吊在杭州城北关城墙上，示眾三個月，廷鑨弟廷鉞被殺。
此事牽連甚廣，李令皙及其四子、朱佑明及其五子皆死，凡七十餘人，其中莊廷鉞、李令皙、茅元铭、蔣麟徵、张寯、韦元介、潘柽章、吴炎、吴之镕、吴之铭等凌迟处死，史稱「莊廷鑨明史案」。